# 格拉漢姆·羅傑斯
格拉漢姆·羅傑斯（英語：Graham Rogers，1990年12月17日—）是一位美國男演員。他最著名的作品包括在喜劇電影命中霹靂中飾演Scott Thomas，Netflix的電視劇非典型少年中飾演Evan Chapin，以及在NBC科幻電視劇革命中飾演Danny Matheson。